# Benoît Hamon
Benoît Hamon (* 26. června 1967 Saint-Renan) je francouzský politik, zakladatel a předseda strany Génération.s.
Vystudoval historii na Université de Bretagne-Occidentale. V letech 1993 až 1995 byl předsedou mládežnické organizace Socialistické strany. V rámci strany patřil k podporovatelům Michela Rocarda. Pracoval jako poradce ministryně Martine Aubryové a pak ve společnosti Ipsos, zaměřené na výzkum veřejného mínění. V roce 2001 byl zvolen radním v Brétigny-sur-Orge. V roce 2002 založil klub Nouveau Parti socialiste, usilující o reformu levicové politiky.
V letech 2004 až 2009 byl poslancem Evropského parlamentu a členem klubu Pokrokové spojenectví socialistů a demokratů. Roku 2008 neúspěšně kandidoval na předsedu socialistů, pak se stal mluvčím strany. Od roku 2010 je členem regionální rady Île-de-France. V roce 2012 se stal náměstkem ministra hospodářství Pierra Moscoviciho, od 2. dubna do 26. srpna 2014 zastával funkci ministra školství. V září 2014 se stal poslancem Národního shromáždění za Yvelines.
Patřil k frakci zvané „frondeurs“, která kritizovala úspornou politiku premiéra Manuela Vallse. V roce 2017 vyhrál primárky a stal se kandidátem socialistů v prezidentských volbách. Představil radikálně levicový program, zahrnující základní nepodmíněný příjem, zkrácení pracovního týdne, podporu obnovitelné energie a legalizaci marihuany. V prvním kole získal 2 291 288 hlasů (6,36 %), což znamenalo páté místo a historicky nejhorší výsledek socialistů.
Po neúspěchu v prezidentských i parlamentních volbách Parti socialiste opustil a založil Hnutí 1. července, které později přejmenoval na Génération.s. Ve volby do Evropského parlamentu 2019 získala jeho kandidátka pouze 3,27 %, což na zisk mandátu nestačilo. V roce 2021 Hamon oznámil, že odchází z vysoké politiky a chce se soustředit na práci v organizaci Singa, zaměřené na pomoc uprchlíkům.
Uzavřel občanský pakt solidarity s Gabrielle Guallarovou, zaměstnankyní Národního centra kinematografie. Mají dvě dcery.